# Eine Chance für Kinder
Eine Chance für Kinder ist eine gemeinnützige Stiftung in Deutschland, die sich gegen die Vernachlässigung und Misshandlung von Kindern einsetzt. Die Stiftung hat sich zum Ziel gesetzt, die Unterstützung und Beratung durch Familienhebammen Schritt für Schritt in allen Bundesländern verfügbar zu machen. Dieses Ziel ist im Jahr 2012 erreicht worden, als mit dem am 1. Januar 2012 in Kraft getretenen Bundeskinderschutzgesetz (BKiSChG) „Frühe Hilfen“ für Eltern ab der Schwangerschaft und Familien mit Säuglingen und Kleinkindern erstmals gesetzlich verankert wurden. Die Frühen Hilfen wurde auf der Fachgruppe Gesundheits- und Kinderkrankenpflegerinnen ausgeweitet. Die beiden Berufsgruppen Familienhebammen und Gesundheits- und Kinderkrankenpflegerinnen bilden zusammen die Fachkräfte Frühe Hilfen.

## Gründung, Struktur und Finanzierung
Die Stiftung wurde im Jahr 2000 in Hannover von Adolf Windorfer (Präsident des Niedersächsischen Landesgesundheitsamtes a. D.) und Celia Windorfer gegründet. Sie wird von einem Kuratorium geleitet. Adolf Windorfer ist Vorsitzender des Kuratoriums. 2018 wurde die Leitung / Aufsicht der Stiftung um einen Vorstand erweitert; Adolf Windorfer ist Vorsitzender des Vorstandes und Bert Grabe ist Vorsitzender des Kuratoriums. Die Stiftung finanziert sich aus Stiftungserträgen, öffentlicher Förderung und eingeworbener Spenden.
Schirmherrin der Stiftung ist seit November 2012 die Fernsehjournalistin Gabi Bauer. Bauer trat die Nachfolge von Bettina Wulff an.

## Maßnahmen zur Hilfe
Die von der Stiftung ergriffenen Maßnahmen zur Verhinderung von Kindesvernachlässigung und Kindesmisshandlung sind präventiv und verfolgen einen interdisziplinären Ansatz:
Um werdenden Müttern bzw. Familien in sozial und psychisch schwierigen Lebenssituationen so früh wie möglich Hilfe und Betreuung geben zu können, hat die Stiftung das System der „aufsuchenden Hilfe durch Familienhebammen“ etabliert.
Familienhebammen sind von der Stiftung speziell für die gesamte Familie qualifizierte Hebammen. Die sogenannte niedrigschwellige „aufsuchende Arbeit“ der Familienhebammen besteht dabei neben den klassischen Tätigkeiten als Hebamme wie der Geburtsvorbereitung und Wochenbettbetreuung, vor allem in Unterstützung und Beratung der meist jungen Mütter und auch Väter.
Familienhebammen leiten Eltern nicht nur im Umgang mit dem Neugeborenen an und helfen bei der Strukturierung der täglichen Aufgaben als Mutter, bei Bedarf vermitteln sie auch Mutter-Kind-Kurse und unterstützen die Familien bei Amtsgängen, um die teils prekären Lebenssituationen der Mütter bzw. der Familien zu verbessern. Die Hilfe der Familienhebammen kann bis zur Vollendung des ersten Lebensjahres des Kindes in Anspruch genommen werden.
Die tägliche Arbeit der Familienhebammen wird in Niedersachsen von Familienhebammenzentralen unterstützt, deren Aufgabe es ist, ein Netzwerk auf kommunaler Ebene zu organisieren und alle für das Thema „Kindesschutz“ verantwortlichen Institutionen und Berufe einzubinden.
Zielgruppe der Familienhebammen sind Schwangere und junge Mütter / junge Familien mit Säuglingen, die sich in schwierigen Lebenslagen befinden (wie beispielsweise Suchtprobleme im näheren Umfeld oder gar eigene Suchtkrankheiten, soziale Vereinsamung, Depression) und mit ihrer Situation als Mutter überfordert sind – unabhängig davon, ob sie dem Jugendämtern bekannt oder unbekannt sind.
Die Erfahrungen der Stiftung zeigen, dass durch die als selbstverständlich angesehene Arbeit der Hebammen ein Vertrauensverhältnis erwächst, das einen wichtigen Bestandteil der Arbeit der Familienhebammen bildet. Berührungsängste wie oftmals gegenüber „helfenden“ Behörden wie z. B. Jugendämtern, sind kaum vorhanden.
Außer den Familienhebammen arbeiten auch Familien-Gesundheits- und Kinderkrankenpflegerinnen in den Risikofamilien. Für die beiden Berufsgruppen lautet die Bezeichnung: Fachkraft Frühe Hilfen / Familienhebamme und Fachkraft Frühe Hilfen / Familien-Gesundheits- und Kinderkrankenpflegerin.

## Projekte
Nach ihrer Gründung führte die Stiftung zusammen mit dem Niedersächsischen Ministerium für Soziales, Frauen, Familie, Gesundheit und Integration in den Jahren 2001–2006 ein Pilotprojekt in Niedersachsen durch. In drei niedersächsischen Kommunen (Stadt Braunschweig, Landkreis Leer und Stadt Osnabrück) wurden Familienhebammen eingesetzt. Das Projekt wurde vom Institut für Entwicklungsplanung und Strukturplanung GmbH (ies) wissenschaftlich begleitet und ausgewertet. Die Ergebnisse wurden durchweg als positiv und überzeugend bewertet, so dass nach Ablauf der Projektphase in Niedersachsen die aufsuchende Hilfe in das reguläre niedersächsische Hilfesystem aufgenommen worden ist. Momentan sind in 42 von 60 niedersächsischen Kommunen Familienhebammen im Einsatz. In zehn Kommunen ist die Stiftung Träger der Hilfemaßnahme „aufsuchende Hilfe durch Familienhebammen“. Die Stiftung übergab nach der Einführungsphase die Trägerschaft für die Fachkräfte Frühe Hilfen an die jeweils zuständige Kommune.
Im April 2011 startete die Stiftung die Kampagne „Stark machen für die Schwächsten – Familienhebammen in Berlin“. In insgesamt vier Berliner Bezirken (Neukölln, Friedrichshain-Kreuzberg, Mitte und Steglitz-Zehlendorf) werden je 3 Familienhebammen jungen Müttern und Familien Hilfe anbieten. Die Kampagne wurde ab dem Jahr 2015 von dem Senat Berlin in den regulären Betrieb übernommen.
Im Jahr 2013 eröffnete die Stiftung Eine Chance für Kinder zusammen mit der Stadt Hannover das Familienhebammen-Zentrum in der Innenstadt von Hannover. Ab dem Jahr 2020 ist die Trägerschaft auf DIAKOVERE gGmbH Hannover übertragen.
Das Hauptaugenmerk der Stiftung liegt auf der „aufsuchenden Hilfe“ für Mütter und Kinder durch Familienhebammen, daneben unterstützt die Stiftung weitere Projekte im Rahmen von Geburts- und Säuglingsbetreuung im Sudan und führt in Niedersachsen an Förder- und Hauptschulen die Unterrichtseinheit Lebens- und Sexualkunde durch. Die Projekte in Sudan wurden aus politischen Gründen beendet. Seit dem Jahr 2020 unterstützt die Stiftung Projekte für Kinder und Jugendliche aus Townships in Südafrika.

## Ausbildung zur Familienhebamme
Gemeinsam mit dem Hebammenverband Niedersachsen betreibt die Stiftung die Weiterbildungsstätte Familienhebammen, die im April 2011 die staatliche Anerkennung durch das Landessozialamt Niedersachsen erhielt. Nach der 400 Unterrichtsstunden fassenden Weiterbildung werden die Absolventinnen bundesweit die ersten staatlich anerkannten Familienhebammen sein. Die staatlich anerkannte Weiterbildung wurde inzwischen auch auf Familien-, Gesundheits- und Kinderkrankenpflegerinnen ausgedehnt und beide Berufsgruppen werden als Fachkräfte Frühe Hilfen bezeichnet. Die Weiterbildungsstätte wurde ab dem Jahr 2020 auf die DIAKOVERE gGmbH Akademie übertragen.